# Eddy Jegge
Eduard „Eddy“ Jegge (* 1. April 1933 in Zürich, auch Edi Jegge; † 10. Juli 2012) war ein Schweizer Jazzmusiker (Trompete, auch Kontrabass, Akkordeon, Gesang und Alphorn) und Musikredaktor.

## Leben und Wirken
Jegge, der Trompeten- und Akkordeonunterricht erhielt, absolvierte eine Lehre als Radioelektriker, um dann als Lieferwagenfahrer zu arbeiten. 1951 war er einer der Gründung der Tremble Kids, mit denen er seit 1954 wieder zusammenspielte, 1955 Profimusiker wurde und dann durch Deutschland und weitere Länder Europas bis nach Polen tourte; 1958 wechselte er zu den Continentals von René Bertschy, mit denen er auch in Europa tätig war. 1963, nach einem Lungenriss, musste er mehrere Jahre lang das Spiel der Trompete und auch die Profikarriere aufgeben. Nach einer Zeit als Plattenverkäufer war er bis zur Pensionierung bei Radio Zürich tätig, zuletzt als Programmgestalter und Musikredakteur. Nebenbei spielte er wieder Trompete und Alphorn, u. a. bei Raymond Droz, der Original Ragtime Band und Back Room Six. Er nahm auch mit  der DRS Big Band und den Darktown Strutters auf.

## Preise und Auszeichnungen
Jegge wurde zweimal auf dem Jazz Festival Zürich ausgezeichnet. 1953 erhielt er den zweiten Preis als Trompeter, 1955 wurde er als der beste Solist des Festivals überhaupt gewürdigt.

## Diskographische Hinweise
- Tremble Kids Featuring Bill Coleman  (Columbia 33ZS 102 (1957, mit Bill Coleman, Werner Keller, Werner Leibundgut, Jean-Pierre Bionda Rolf Cizmek, Charly Antolini))
- Raymond Droz Dixie-Band Dixieland Time (LP DRS-Band, 1987, mit Willy Schmid, Dennis Armitage, Walter Teubner, Roman Dyląg, Curt Treier)
- DRS Big Band Standards One (LP DRS-Band, 1987)
- Darktown Strutters: Talking with Pee (CD-HM, 2001)